# Église Saint-Gérand du Palais
L’église Saint-Gérand (ou église du Christ-Roi) est une église catholique située au Palais (Morbihan). Elle est dédiée à saint Gérand, ermite du Ve siècle.

## Localisation
L'église est sise rue de l'Église, dans la commune du Palais, sur Belle-Île-en-Mer, dans le département français du Morbihan.

## Historique
Une première église est bâtie à cet emplacement entre 1677 et 1684. Elle est démolie en 1904, après avoir subi un important incendie en 1894. L'église actuelle est construite en 1905, d'après les plans du chanoine Jean-Marie Abgrall.
Les mosaïques et les vitraux de l'intérieur de l'église sont réalisés par les ateliers Mauméjean dans les années 1930. La flèche du clocher-porche est construite en 1992, l'année de la restauration de l'orgue.

## Architecture et intérieur
L'église, de type halle et de style néogothique est bâtie en schiste et granite et se compose de trois nefs à six travées. Sa flèche est en ardoises.
L'intérieur, y compris le mobilier, est entièrement décoré en mosaïques de style Art déco dans des tons bleu et or. Celles-ci sont l'œuvre de des ateliers Mauméjean, qui ont également réalisé les dix-sept vitraux dépeignant des scènes du Nouveau Testament.

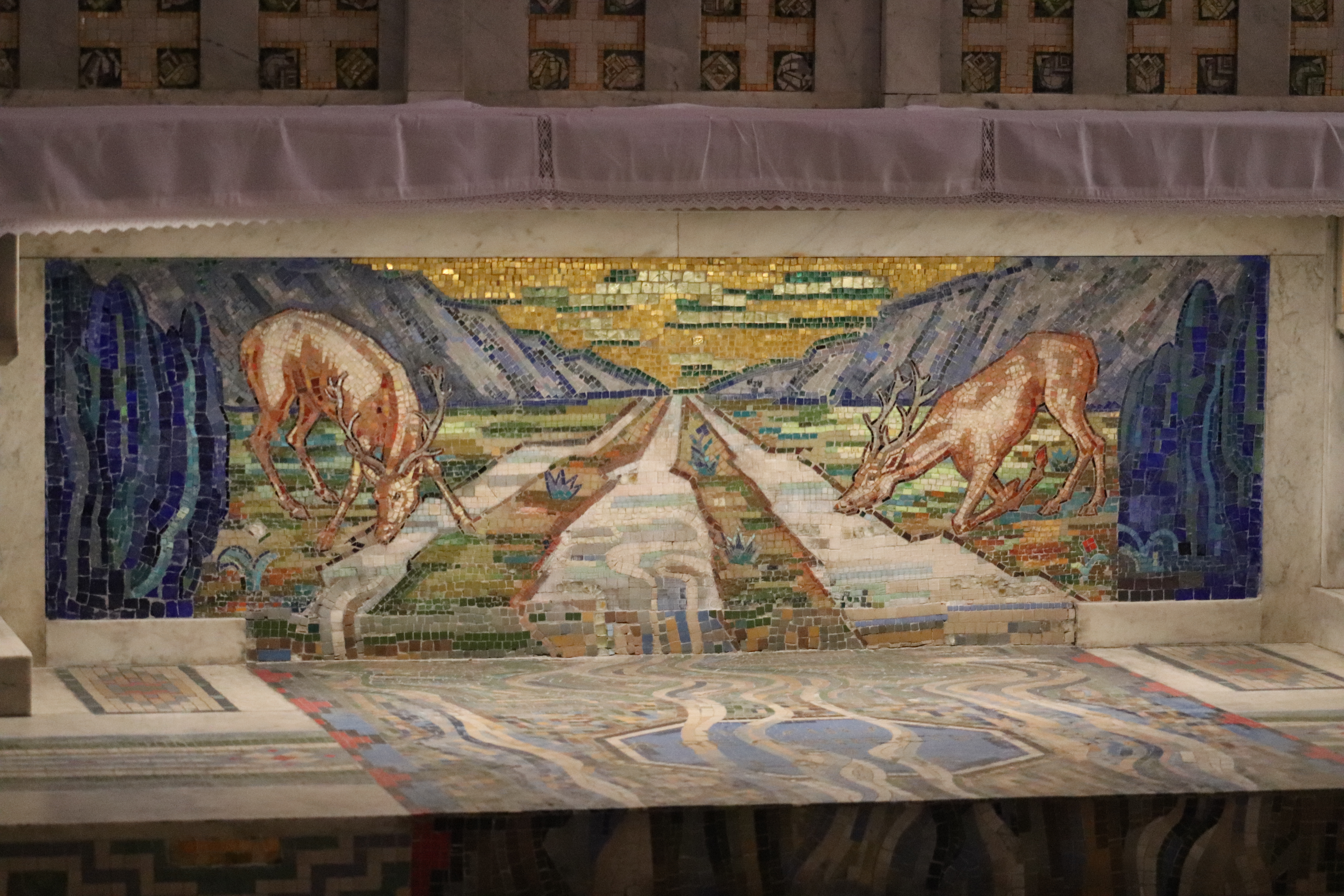
Mosaïque murale de l'autel de l'église Saint-Gérand par les ateliers Mauméjean
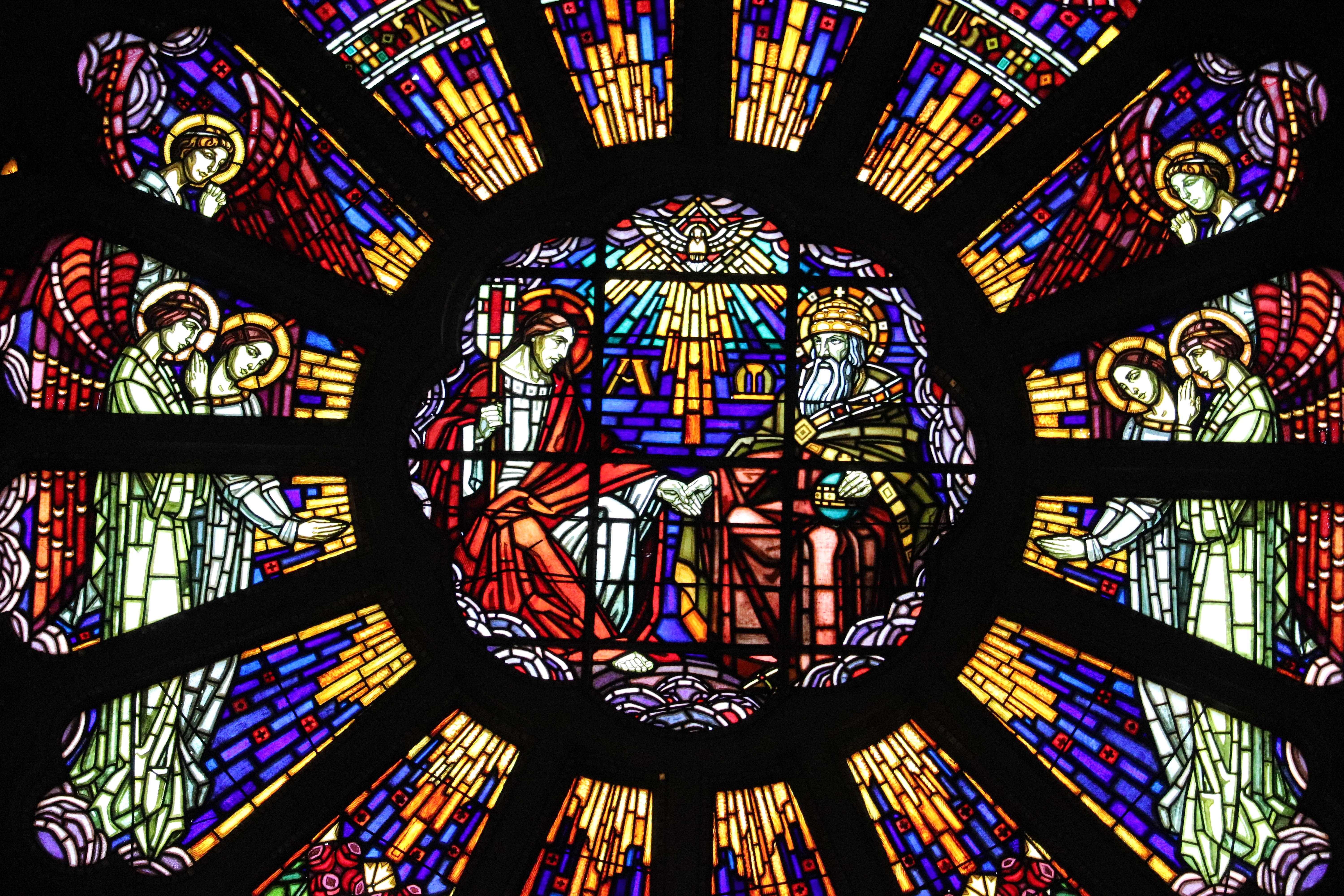
Vitrail d'une rosace de l'église Saint-Gérand par les ateliers Mauméjean

L'orgue, construit en 1864 par Aristide Cavaillé-Coll, est offert à la paroisse en 1875 et a été conservé après la démolition. Il est classé depuis 1988. De plus, quatre statues du XVIIIe siècle (de saint Isidore, saint Pierre, saint Yves et saint Louis), toutes inscrites au titre des monuments historiques, ont été récupérées dans l'ancienne église.

## Protection
L'église, en totalité, fait l'objet d'une inscription au titre des monuments historiques par l'arrêté du 31 juillet 2015. De fait de sa période de construction, la protection au titre des monuments historiques vaut également comme label « Patrimoine du XXe siècle ».

## Galerie

Église Saint-Gérand du Palais
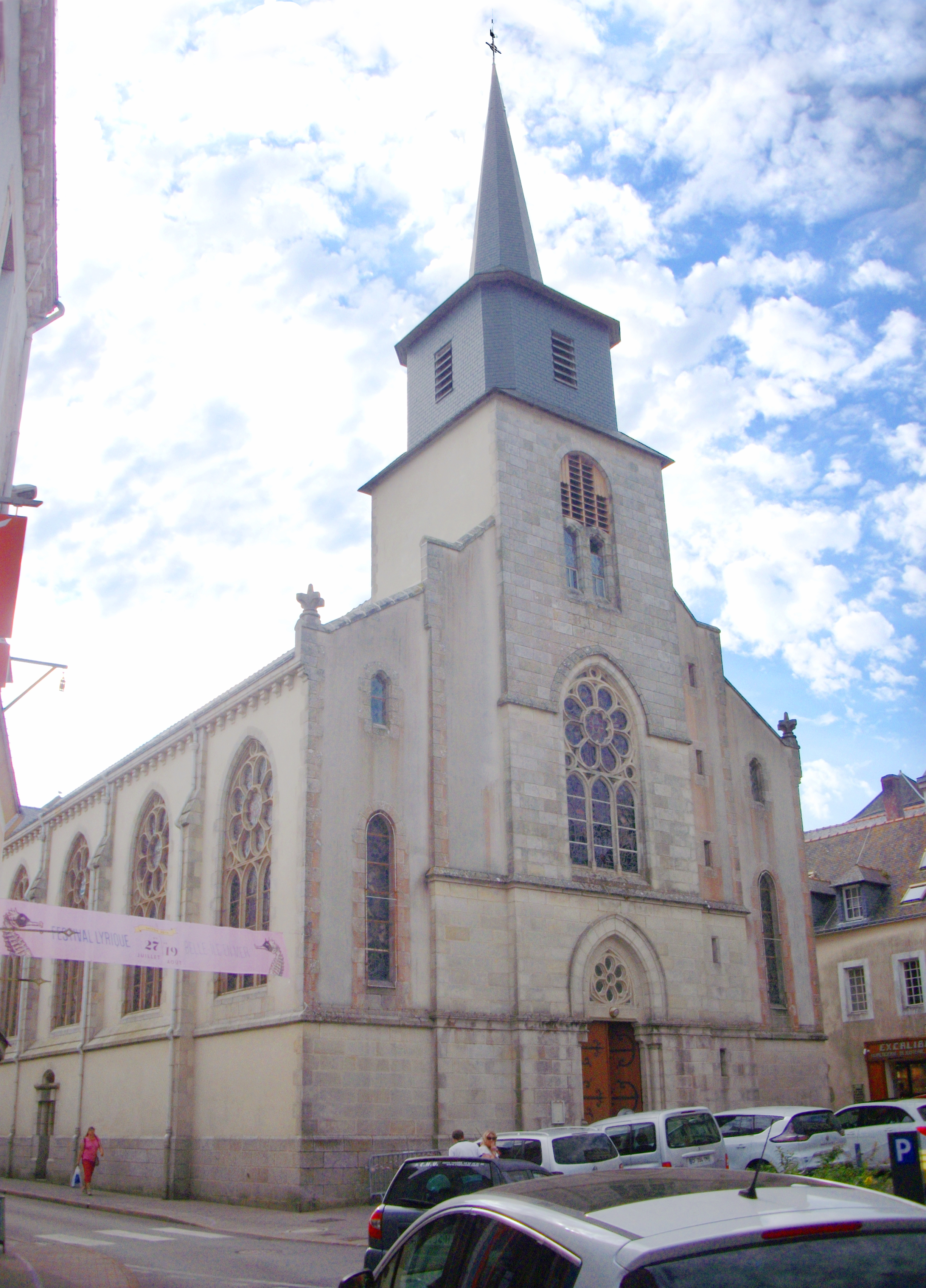
Vue de la façade.
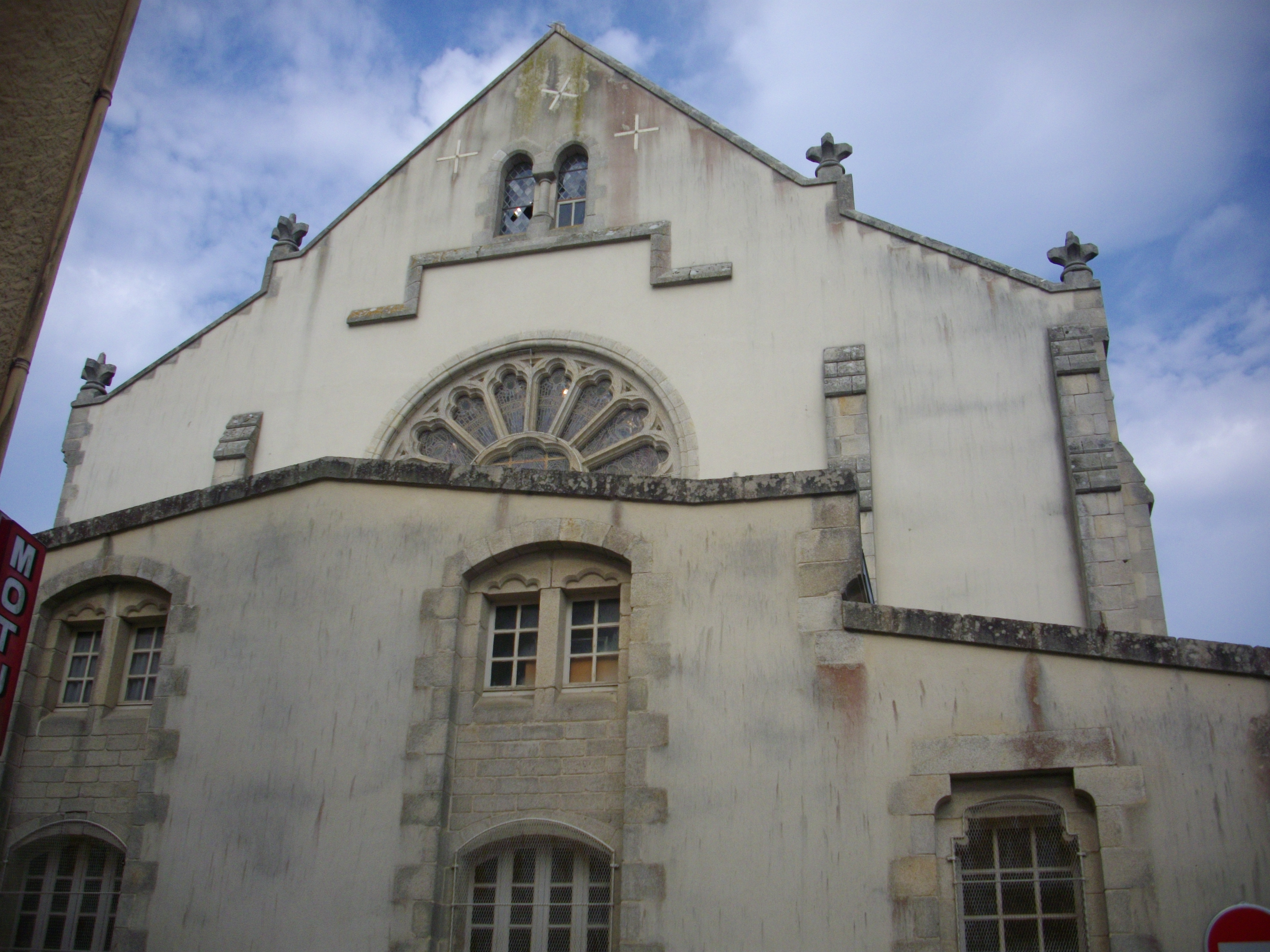
Le chevet de Saint-Gérand du Palais
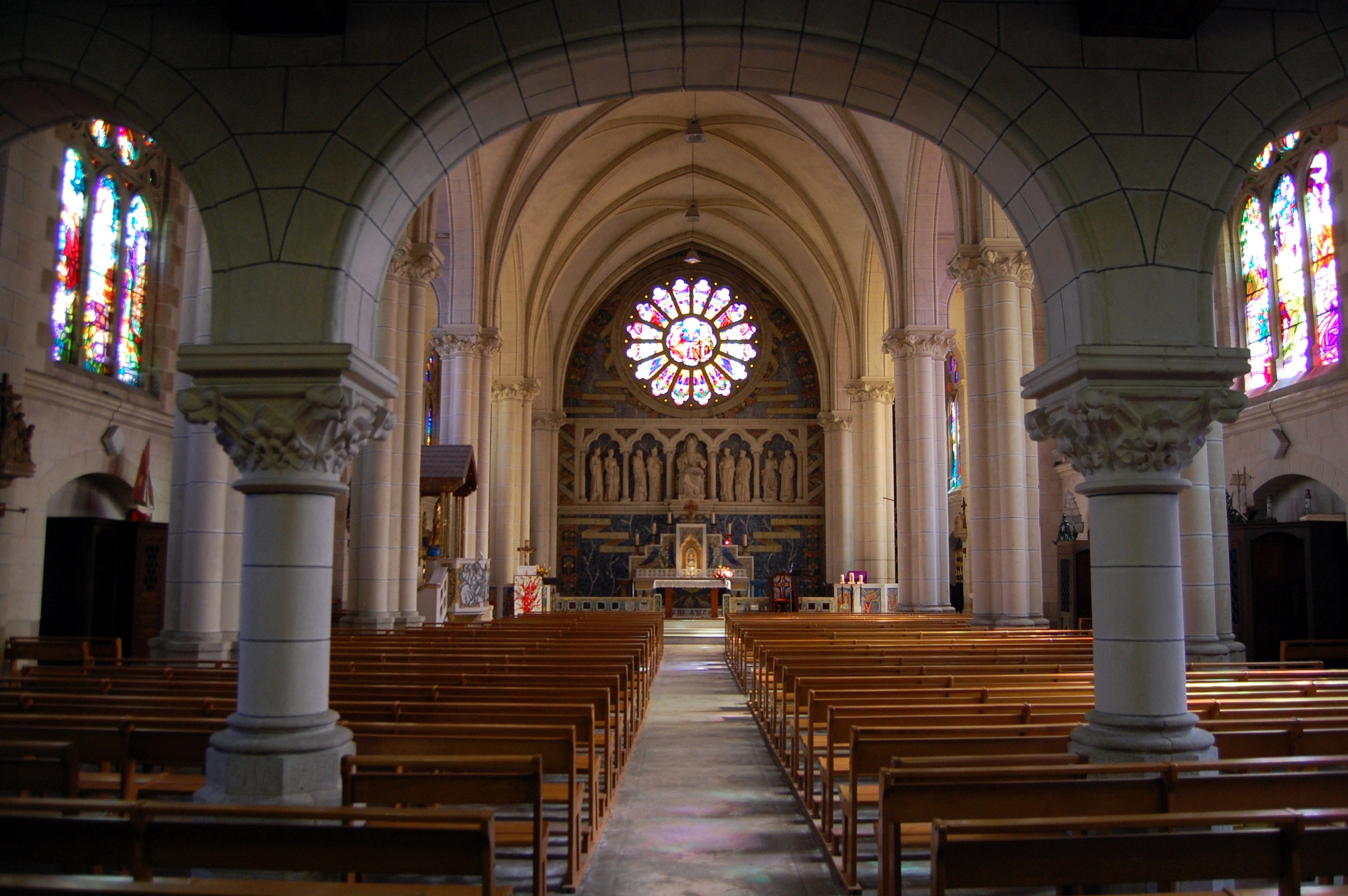
La nef de Saint-Gérand du Palais
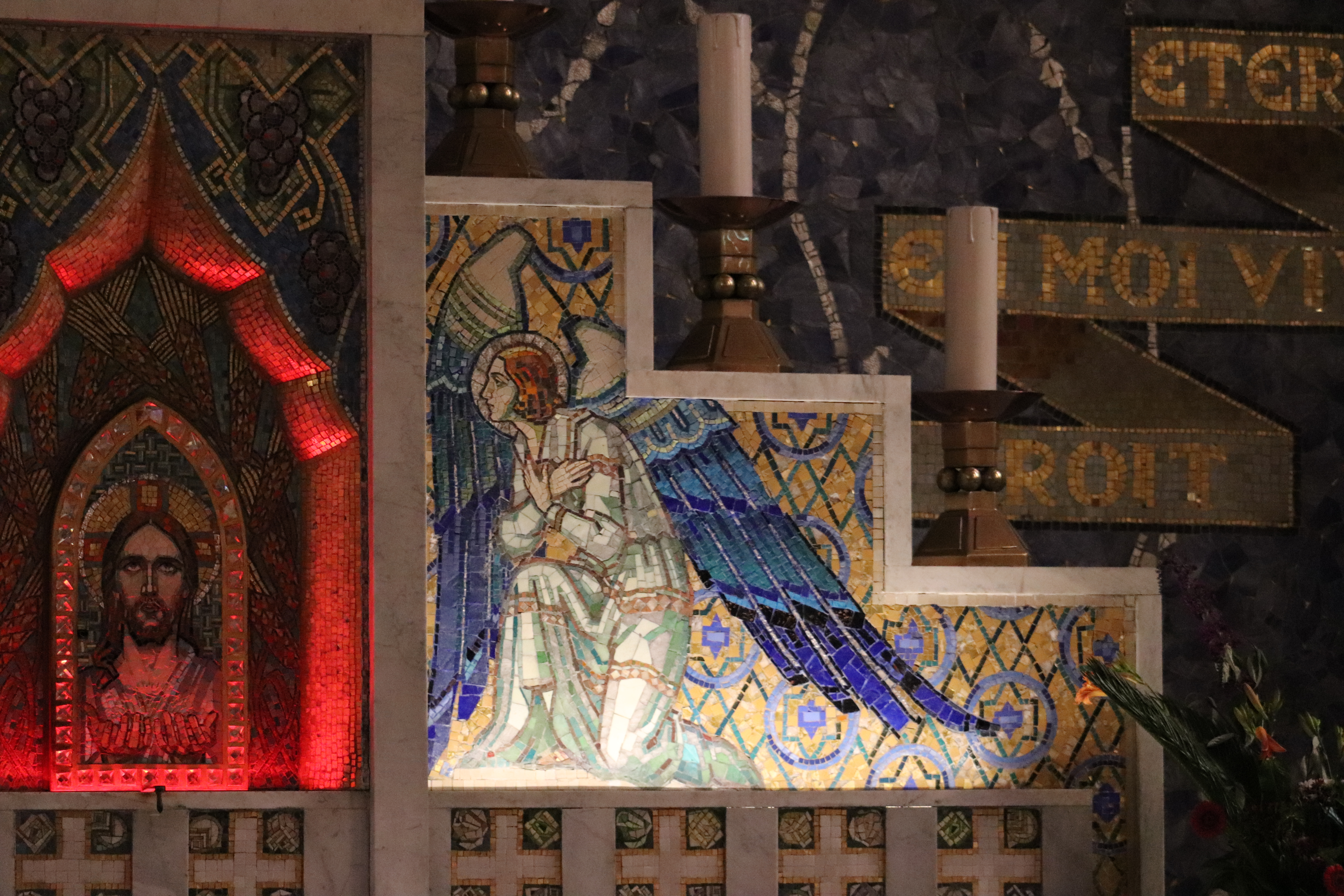
Mosaïque de l'église Saint-Gérand par les ateliers Mauméjean
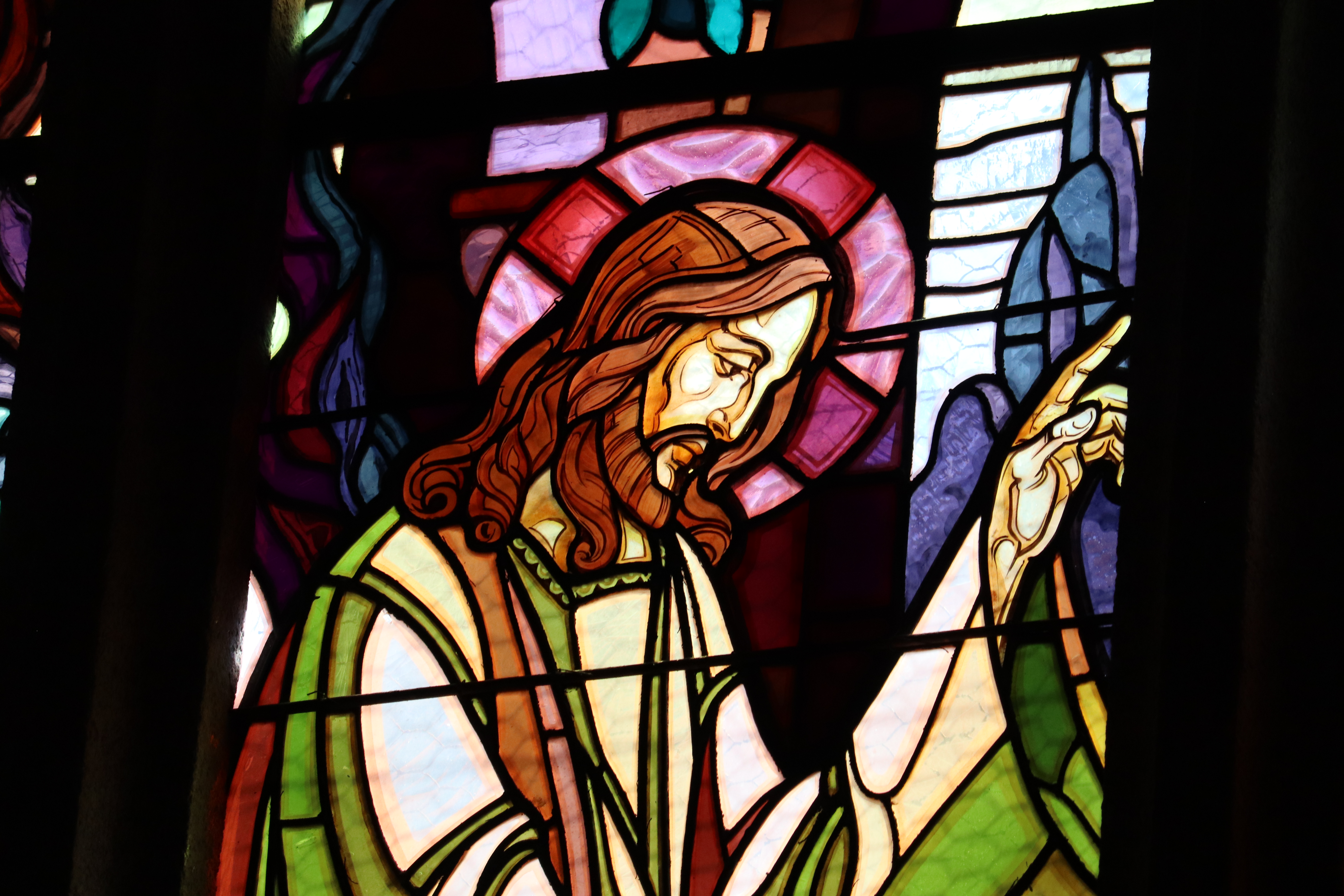
Détail d'un vitrail de l'église Saint-Gérand par les ateliers Mauméjean
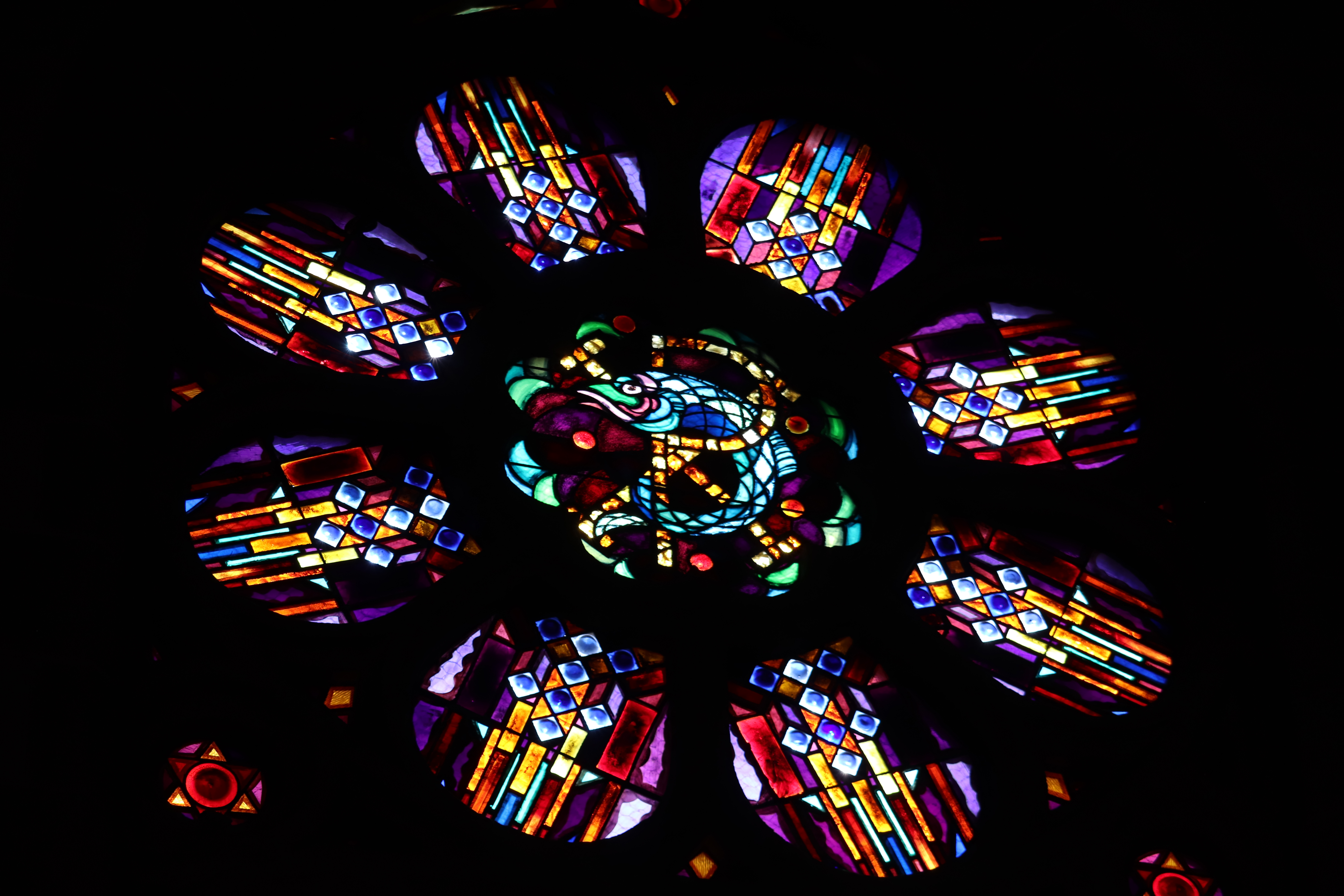
Vitrail d'une rosace de l'église Saint-Gérand par les ateliers Mauméjean
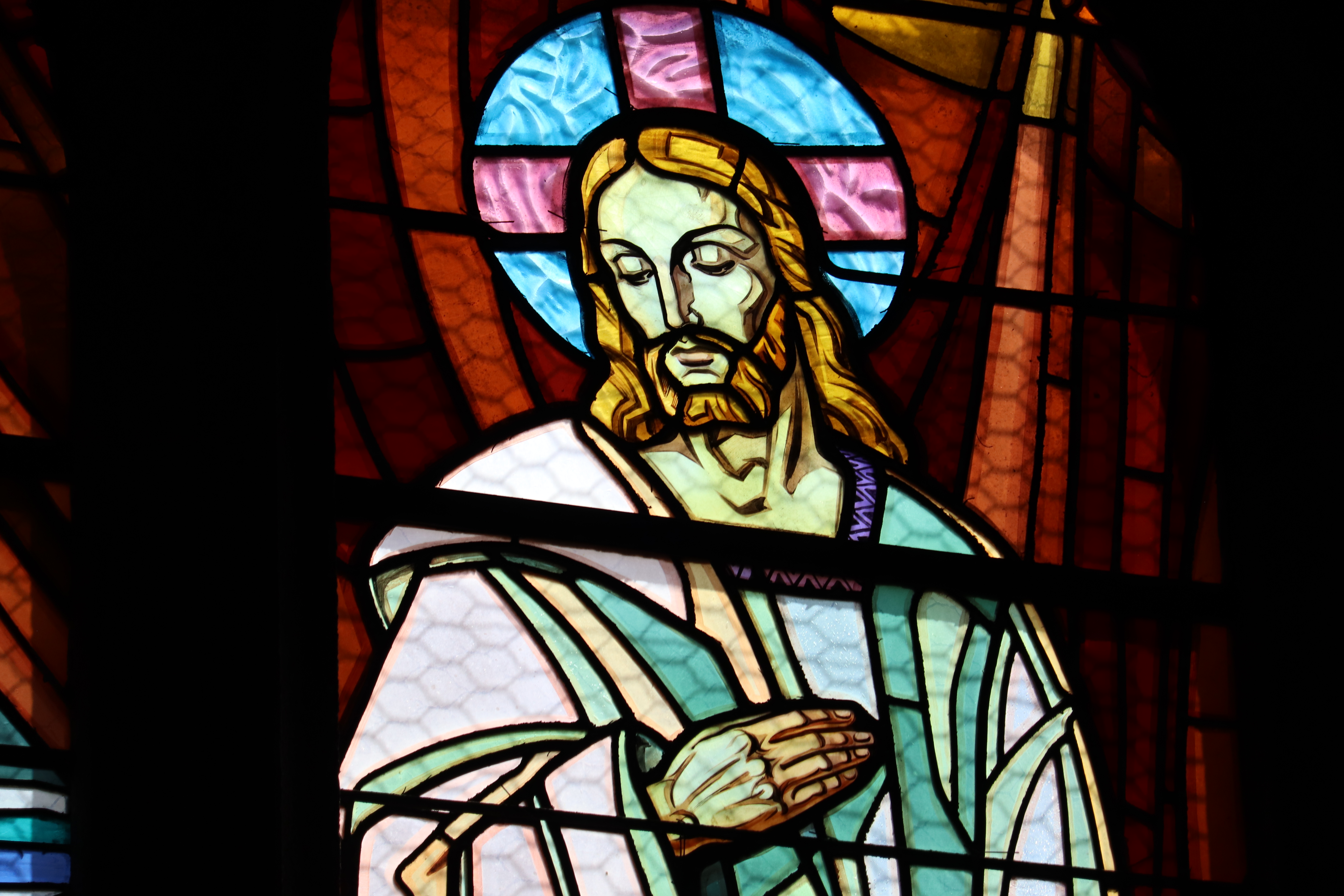
Détail d'un vitrail de l'église Saint-Gérand par les ateliers Mauméjean